# Juan Brunetti

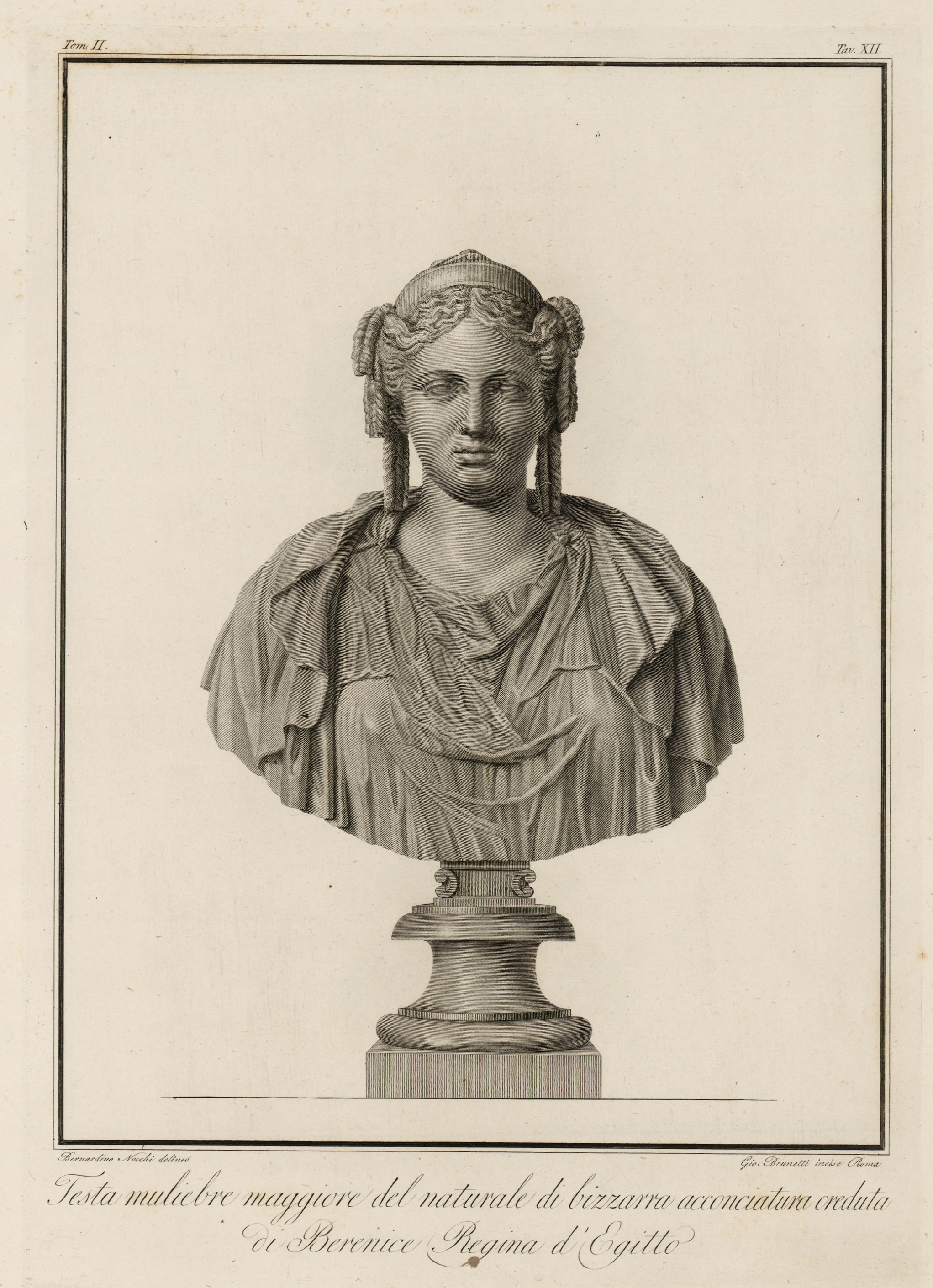
Cabeza de mujer creída de Berenice, reina de Egipto, grabado a una raya de Brunetti por dibujo de Bernardino Nocchi, Illustrazioni de' monumenti scelti borghesiani..., vol. 2, tav. XII, Roma, 1821.

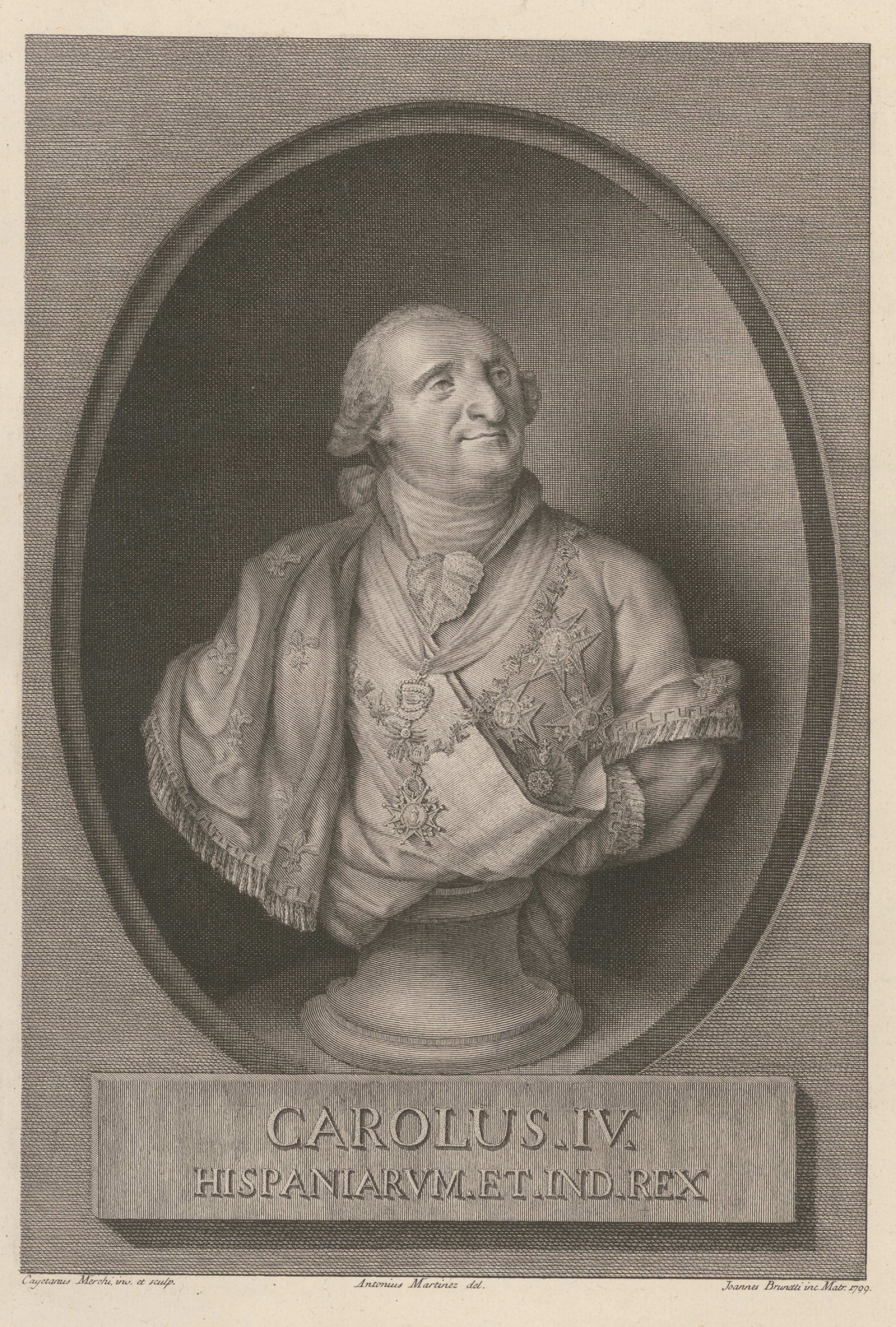
Carlos IV, grabado a buril a una raya por dibujo de Antonio Martínez e invención de Cayetano Merchi. Madrid, Biblioteca Nacional de España

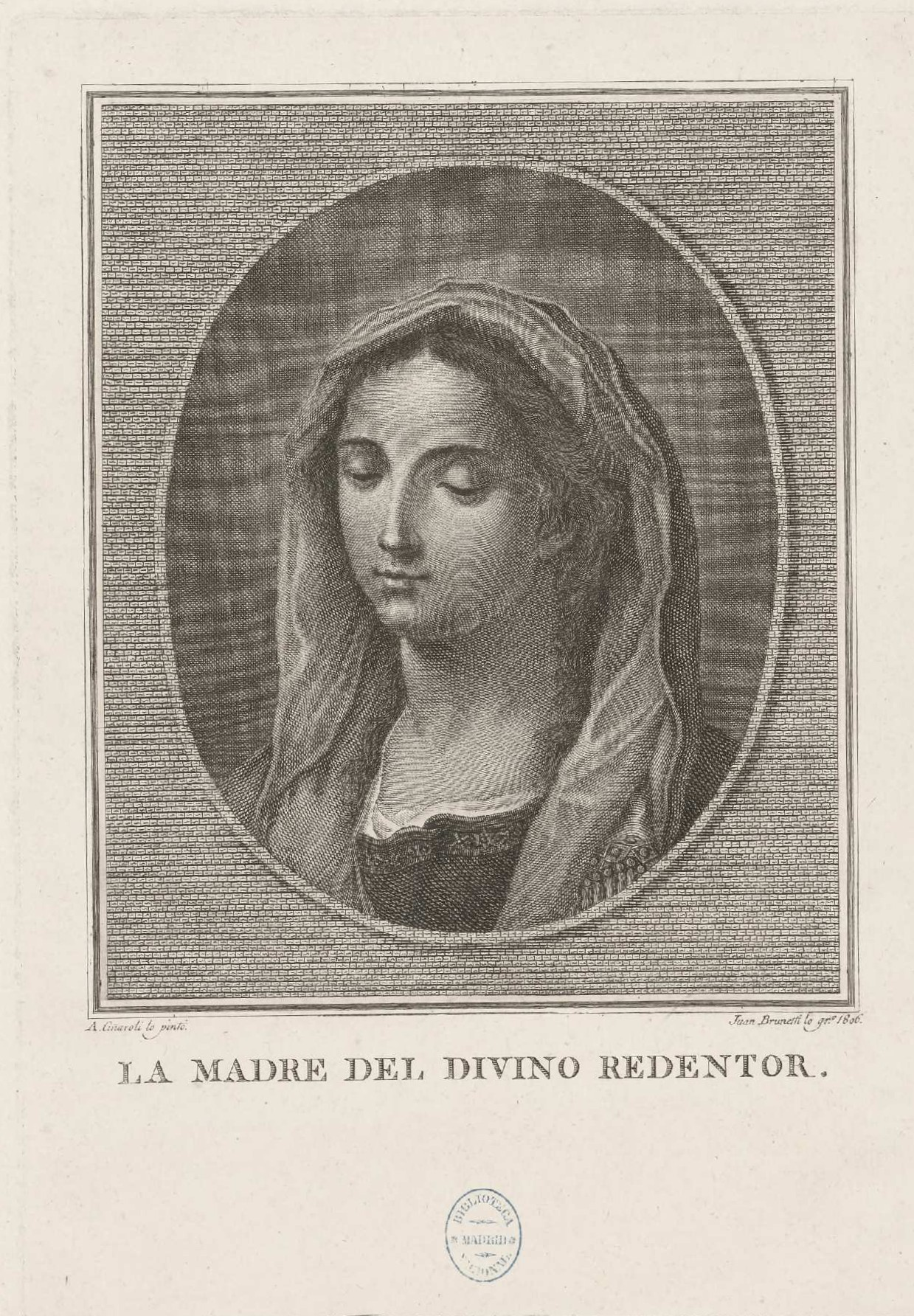
La Madre del Divino Redentor, grabado de Juan Brunetti por pintura de Angelo Antonio Cignaroli, Madrid, 1806. Biblioteca Nacional de España.

Giovanni Brunetti da Ravena, que en España firmó sus obras Juan Brunetti, fue un grabador italiano documentado de 1774 a 1806. Falleció probablemente en 1807 en Madrid, último lugar de su actividad conocida, donde hay noticias de su estancia al menos desde 1799. 

## Biografía y obra
Natural de Ravena, en 1774, en Roma, grabó por dibujo de Francisco Arnaudies el retrato de María Antonia Walpurgis, electora de Sajonia, para la portada calcográfica de Dell'origine e delle regole della musica, colla storia del suo progresso, decadenza, e rinnovazione de Antonio Eximeno, y a ellos corresponden también las viñetas alegóricas al inicio de cada capítulo de la obra. Del apenas conocido Arnaudies, que firma Francisco Arnaudies Catalano, la Real Academia de Bellas Artes de San Fernando conserva un Tránsito de la Magdalena, copia de Agostino Masucci firmada en Roma en 1768. De Brunetti, antes de su traslado a España, el Istituto Centrale per la Grafica y el British Museum cuentan con ejemplares de una estampa con la reproducción del busto en mármol de Rafael existente en el Panteón de Roma, grabado abierto probablemente por iniciativa del propio Brunetti, que se lo dedicó al conde Marco Fantuzzi. También en Roma grabó una Magdalena penitente según Correggio, fechada en 1792, además de algún grabado a partir de dibujos de Bernardino Nocchi y Stefano Tofanelli para las Illustrazioni de'Monumenti scelti Borghesiani già esistenti nella Villa sul Pincio, colección en dos volúmenes de las esculturas clásicas coleccionadas por el príncipe Borghese en su Villa del Pincio, con textos de Ennio Quirino Visconti (1751-1818), publicada póstumamente en Roma en 1821.
Su trabajo en Madrid puede seguirse con regularidad por los anuncios publicados en la Gazeta y el Diario de Madrid a partir del 26 de marzo de 1799, cuando la Gazeta de Madrid anunciaba la venta en la librería de Escribano del retrato del papa Pio VI grabado por Brunetti a una sola raya, que es, según decía, «el mejor modo para imitar las obras de mármol ó piedra, como estatuas, ornamentos y arquitectura». El mismo año y por el mismo método grabó el retrato de Carlos IV. La lámina de cobre, reproducción por dibujo de Antonio Martínez de una escultura en busto de Cayetano Merchi, le fue adquirida ese mismo año por la Calcografía Nacional por tres mil reales. Es posible que el dominio de esa técnica y la del grabado a puntos al que aluden otros anuncios explique su llegada a España y la inmediata ocupación. En la «advertencia» puesta por el padre Fernando Scío al inicio de su Compendio de los libros históricos de la Santa Biblia, publicado en cuatro tomos entre 1800 y 1802, explicaba en ese mismo sentido que las ilustraciones habían sido ideadas y dibujadas todas por Antonio Martínez, formado en Italia y antiguo preceptor del infante Gabriel de Borbón, y grabadas por Juan Brunetti, 

no tan conocido en Madrid, como en toda Italia, y con más motivo aún en Roma, por haber grabado a una línea muchas preciosísimas estatuas antiguas originales de los más famosos gabinetes y galerías de aquella capital. Pero esta obra, y otras que vaya sucesivamente publicando, harán conocer su mérito y su aplicación a un ramo tan útil y necesario.

No obstante aquellas previsiones, la participación de Brunetti en el Compendio se redujo a la portada alegórica, que se entregaba a quienes deseasen coleccionar únicamente las imágenes, entregadas en cuadernos formados por doce estampas cada uno, y la mayor parte de las figuras correspondientes al primer tomo, repartiéndose las de los tres tomos sucesivos entre una decena de grabadores activos en Madrid.
Siguiendo con la información proporcionada por la Gazeta, el 13 de septiembre de 1799 aparecía anunciado el retrato del archiduque Carlos, generalísimo de las armas imperiales «grabado por el estilo del célebre Bartolozzi» (a puntos), y el 12 de noviembre, reunidos como colección de Emperadores, Reyes y Generales, el retrato de «Jussuf, Gran Visir y Generalísimo del exército otomano en Egipto, que hace juego con los del Archiduque Carlos y Conde de Suwarow». A ellos siguieron, siempre a la venta en la Librería de Escribano, el retrato del zar Pablo I de Moscovia y emperador de las Rusias, el 22 de noviembre, el del príncipe de Asturias, el futuro Fernando VII, por el estilo de Bartolozzí, el 31 de enero de 1800; el de Napoleón en traje de gala «por un original venido de París», a la venta el 11 de febrero; el del nuevo papa, Pio VII, por un original llegado de Venecia, el 11 de abril, y otro del mismo papa, pero según su medalla labrada en Roma por Bernardino Nocchi, el 1 de septiembre de 1801. En julio de 1802 tres retratos en medio pliego del príncipe de Asturias, la infanta María Isabel, princesa de las Dos Sicilias y su esposo, grabados al estilo de Bartolozzi por dibujos de Antonio Carnicero, se anunciaban como inicio de una colección de retratos de la familia real, continuada en septiembre con el retrato de la princesa de Asturias y los de los reyes Carlos IV y María Luisa de Parma el 26 de abril de 1803. Otro de perfil de la princesa de Asturias se anunciaba el 5 de julio y el del infante Carlos María Isidro el 25 de noviembre. Ya en 1804, el 2 de marzo se anunciaba la venta del retrato del infante Francisco de Paula. Las láminas de esta serie, reunidas con el título Colección de retratos de SS. Majestades, Príncipes e Infantes de España. Dibuxados por D. Antonio Carnicero Pintor de Cámara y grabados por D. Juan Brunetti, fueron adquiridas al grabador en 1805 por la Real Calcografía, que puso a la venta las estampas en su oficina de la calle Carretas. Grabó también los retratos de Gravina, según pintura del francés J. J. Ramonet, y de Nelson, muerto por los españoles, y de Godoy, este último grabado de puntos por dibujo de Carnicero, de los que da noticia la Gazeta del 1 de agosto de 1806.
Colaboró también con la Colección de los retratos de los españoles ilustres de la Imprenta Real, para la que abrió los retratos de Hernando de Soto y de Pedro Navarro por dibujos de José Maea.
No solo son retratos. El 20 de enero de 1804 hay noticia de la aparición de un grabado de reproducción del Salvador del mundo pintado por Annibale Carracci, y antes de terminar el mes, en el número del día 31, de una Magdalena por pintura de Guido Reni. Encargada por Fernando Scío, el 1 de febrero de 1805 se anunciaba la venta de la nueva estampa, grabada por Brunetti, de la milagrosa imagen de Jesús Nazareno venerada en el convento de Monjas del Niño Jesús de Roma. Otra del Redentor (Sagrado Corazón) según la pintura de Pompeo Batoni existente en la Iglesia de S. Ignacio de Roma se anunciaba el 11 de junio de 1805; y el 12 de diciembre de 1806 la última de la que trae noticia la Gaceta: el amable Niño Jesús contemplando su pasión y muerte sobre el madero de la cruz; en tamaño de medio pliego de marca mayor, pintado por Amiconi. Fechada también en 1806, la lámina de La Madre del Divino Redentor por pintura de Cignaroli adquirida al grabador por la Calcografía Nacional en 1807, podía igual que las anteriores funcionar como estampa de devoción tanto como de reproducción de obras de pintores italianos.